# هانس راسموس أسترب
هانس راسموس أسترب (بالنرويجية البوكمول: Hans Rasmus Astrup)‏ هو شخصية أعمال نرويجي، ولد في 23 مارس 1939 في أوسلو في النرويج.